# Carolina Rodríguez (cyclisme)
Pour les articles homonymes, voir Carolina Rodríguez.
Carolina Rodríguez, née le 30 septembre 1993 à Toluca, est une coureuse cycliste mexicaine.

## Biographie
En 2015, elle rejoint l'équipe Astana-Acca Due, renommée Astana l'année suivante. Elle représente le Mexique lors de la course sur route des Jeux olympiques de Rio en 2016.

## Palmarès

### Par année
- 2011
  -  Championne du Mexique du contre-la-montre juniors
  - 3e du championnat du Mexique sur route juniors
- 2012
  - 3e du championnat du Mexique sur route
- 2013
  - 3e du championnat du Mexique sur route
- 2016
  - 2e du championnat du Mexique sur route
- 2017
  - 2e du championnat du Mexique sur route
- 2018
  - 6e du Tour de Californie
- 2019
  - 3e étape du Tour féminin du Guatemala

### Classements mondiaux
| Année                                 | 2013 | 2014 | 2015 | 2016 | 2017 | 2018 | 2019 |
| ------------------------------------- | ---- | ---- | ---- | ---- | ---- | ---- | ---- |
| Classement UCI                        | 328e | nc   | 272e | 193e | nc   | 176e | 627e |
| UCI World Tour                        |      |      |      | nc   | nc   | 85e  | nc   |
|                                       |      |      |      |      |      |      |      |
| Légende : nc = non classéSource : UCI |      |      |      |      |      |      |      |